# آبیزوو (باشقیرستان)
آبیزوو (انگلیسی: Abyzovo, Republic of Bashkortostan) یک شهرک در شهرستان کاراایدلسکی استان باشقیرستان کشور روسیه است.